# Bộ trưởng Kinh tế, Thương mại và Công nghiệp (Nhật Bản)
Bộ trưởng Bộ Kinh tế, Thương mại và Công nghiệp (経済産業大臣 (Kinh tế Sản nghiệp Đại thần) Keizai Sangyō Daijin) là thành viên Nội các Nhật Bản phụ trách Bộ Kinh tế, Thương mại và Công nghiệp.

## Danh sách bộ trưởng
| Thông thương Sản nghiệp Đại thần（Bộ Thông thương Sản nghiệp）                        | Thông thương Sản nghiệp Đại thần（Bộ Thông thương Sản nghiệp）                        | Thông thương Sản nghiệp Đại thần（Bộ Thông thương Sản nghiệp） | Thông thương Sản nghiệp Đại thần（Bộ Thông thương Sản nghiệp）            | Thông thương Sản nghiệp Đại thần（Bộ Thông thương Sản nghiệp） | Thông thương Sản nghiệp Đại thần（Bộ Thông thương Sản nghiệp） |
| TT                                                                                    | Bộ trưởng                                                                             | Bộ trưởng                                                      | Nội các                                                                   | Nhiệm kỳ                                                       | Đảng                                                           |
| ------------------------------------------------------------------------------------- | ------------------------------------------------------------------------------------- | -------------------------------------------------------------- | ------------------------------------------------------------------------- | -------------------------------------------------------------- | -------------------------------------------------------------- |
| 1                                                                                     |                                                                                       | Inagaki Heitarō                                                | Nội các Yoshida lần 3                                                     | 25 tháng 5 năm 1949                                            | Đảng Dân chủ・Tham Nghị viên                                   |
| 2                                                                                     |                                                                                       | Ikeda Hayato                                                   | Nội các Yoshida lần 3                                                     | 17 tháng 2 năm 1950                                            | Đảng Tự do Dân chủ・Chúng Nghị viên                            |
| 3                                                                                     |                                                                                       | Takase Sōtarō                                                  | Nội các Yoshida lần 3                                                     | 11 tháng 4 năm 1950                                            | Lục phong hội・Tham Nghị viên                                  |
| 3                                                                                     | 6 tháng 5 năm 1950                                                                    | Takase Sōtarō                                                  | Nội các Yoshida lần 3                                                     |                                                                | Lục phong hội・Tham Nghị viên                                  |
| 4                                                                                     |                                                                                       | Yokoo Ryū                                                      | Nội các Yoshida lần 3 - Cải tổ lần 1                                      | 28 tháng 6 năm 1950                                            | Đảng Tự do・Chúng Nghị viên                                    |
| 5                                                                                     |                                                                                       | Takahashi Ryūtarō                                              | Nội các Yoshida lần 3 - Cải tổ lần 2 Nội các Yoshida lần 3 - Cải tổ lần 3 | 4 tháng 7 năm 1951                                             | Lộc phong hội・Tham Nghị viên                                  |
| 6                                                                                     |                                                                                       | Ikeda Hayato                                                   | Nội các Yoshida lần 4                                                     | 30 tháng 10 năm 1952                                           | Đảng Tự do・Chúng Nghị viên                                    |
| 7                                                                                     |                                                                                       | Ogasawara Sankurō                                              | Nội các Yoshida lần 4                                                     | 29 tháng 11 năm 1952                                           | Đảng Tự do・Chúng Nghị viên                                    |
| 7                                                                                     | 5 tháng 12 năm 1952                                                                   | Ogasawara Sankurō                                              | Nội các Yoshida lần 4                                                     |                                                                | Đảng Tự do・Chúng Nghị viên                                    |
| 8                                                                                     |                                                                                       | Okano Kiyohide                                                 | Nội các Yoshida lần 5                                                     | 21 tháng 5 năm 1953                                            | Đảng Tự do・Chúng Nghị viên                                    |
| 9                                                                                     |                                                                                       | Aichi Kiichi                                                   | Nội các Yoshida lần 5                                                     | 9 tháng 1 năm 1954                                             | Đảng Tự do・Chúng Nghị viên                                    |
| 10                                                                                    |                                                                                       | Ishibashi Tanzan                                               | Nội các Hatoyama Ichiō lần 1                                              | 10 tháng 12 năm 1954                                           | Đảng Dân chủ Nhật Bản・Chúng Nghị viên                         |
| 11                                                                                    | Nội các Hatoyama Ichiō lần 2                                                          | Ishibashi Tanzan                                               | 19 tháng 3 năm 1955                                                       |                                                                | Đảng Dân chủ Nhật Bản・Chúng Nghị viên                         |
| 12                                                                                    | Nội các Hatoyama Ichiō lần 3                                                          | Ishibashi Tanzan                                               | 22 tháng 11 năm 1955                                                      | Đảng Dân chủ Tự do・Chúng Nghị viên                            |                                                                |
| -                                                                                     | Nội các Ishibashi                                                                     | Ishibashi Tanzan                                               | 23 tháng 12 năm 1956                                                      | Đảng Dân chủ Tự do・Chúng Nghị viên                            |                                                                |
| 13                                                                                    | Nội các Ishibashi                                                                     |                                                                | Mizuta Mikio                                                              | Đảng Dân chủ Tự do・Chúng Nghị viên                            | 23 tháng 12 năm 1956                                           |
| 14                                                                                    | Nội các Kishi lần 1                                                                   | 25 tháng 2 năm 1957                                            | Mizuta Mikio                                                              | Đảng Dân chủ Tự do・Chúng Nghị viên                            |                                                                |
| 15                                                                                    |                                                                                       | Maeo Shigesaburō                                               | Nội các Kishi lần 1 - Cải tổ                                              | Đảng Dân chủ Tự do・Chúng Nghị viên                            | 10 tháng 7 năm 1957                                            |
| 16                                                                                    |                                                                                       | Takasaki Tatsunosuke                                           | Nội các Kishi lần 2                                                       | Đảng Dân chủ Tự do・Chúng Nghị viên                            | 12 tháng 6 năm 1958                                            |
| 17                                                                                    |                                                                                       | Ikeda Hayato                                                   | Nội các Kishi lần 2 - Cải tổ                                              | Đảng Dân chủ Tự do・Chúng Nghị viên                            | 18 tháng 6 năm 1959                                            |
| 18                                                                                    |                                                                                       | Ishii Mitsujirō                                                | Nội các Ikeda lần 1                                                       | Đảng Dân chủ Tự do・Chúng Nghị viên                            | 19 tháng 7 năm 1960                                            |
| 19                                                                                    |                                                                                       | Shīna Etsusaburō                                               | Nội các Ikeda lần 2                                                       | Đảng Dân chủ Tự do・Chúng Nghị viên                            | 8 tháng 12 năm 1960                                            |
| 20                                                                                    |                                                                                       | Satō Eisaku                                                    | Nội các Ikeda lần 2 - Cải tổ lần 1                                        | Đảng Dân chủ Tự do・Chúng Nghị viên                            | 18 tháng 7 năm 1961                                            |
| 21                                                                                    |                                                                                       | Fukuda Hajime                                                  | Nội các Ikeda lần 2 - Cải tổ lần 2 Nội các Ikeda lần 2 - Cải tổ lần 3     | Đảng Dân chủ Tự do・Chúng Nghị viên                            | 18 tháng 7 năm 1962                                            |
| 22                                                                                    | Nội các Ikeda lần 3                                                                   | Fukuda Hajime                                                  | 9 tháng 12 năm 1963                                                       | Đảng Dân chủ Tự do・Chúng Nghị viên                            |                                                                |
| 23                                                                                    |                                                                                       | Sakurauchi Yoshio                                              | Nội các Ikeda lần 3 - Cải tổ                                              | Đảng Dân chủ Tự do・Chúng Nghị viên                            | 18 tháng 7 năm 1964                                            |
| 24                                                                                    | Nội các Satō lần 1                                                                    | Sakurauchi Yoshio                                              | 9 tháng 11 năm 1964                                                       | Đảng Dân chủ Tự do・Chúng Nghị viên                            |                                                                |
| 25                                                                                    |                                                                                       | Miki Takeo                                                     | Nội các Satō lần 1 - Cải tổ lần 1 - Cải tổ lần 2                          | Đảng Dân chủ Tự do・Chúng Nghị viên                            | 3 tháng 6 năm 1965                                             |
| 26                                                                                    |                                                                                       | Kan'no Watarō                                                  | Nội các Satō lần 1 - Cải tổ lần 3                                         | Đảng Dân chủ Tự do・Chúng Nghị viên                            | 3 tháng 12 năm 1966                                            |
| 27                                                                                    | Nội các Satō lần 2                                                                    | Kan'no Watarō                                                  | 17 tháng 2 năm 1967                                                       | Đảng Dân chủ Tự do・Chúng Nghị viên                            |                                                                |
| 28                                                                                    |                                                                                       | Shīna Etsusaburō                                               | Nội các Satō lần 2 - Cải tổ lần 1                                         | Đảng Dân chủ Tự do・Chúng Nghị viên                            | 25 tháng 11 năm 1967                                           |
| 29                                                                                    |                                                                                       | Ōhira Masayoshi                                                | Nội các Satō lần 2 - Cải tổ lần 2                                         | Đảng Dân chủ Tự do・Chúng Nghị viên                            | 30 tháng 11 năm 1968                                           |
| 30                                                                                    |                                                                                       | Miyazawa Kiichi                                                | Nội các Satō lần 3                                                        | Đảng Dân chủ Tự do・Chúng Nghị viên                            | 14 tháng 1 năm 1970                                            |
| 31                                                                                    |                                                                                       | Tanaka Kakuei                                                  | Nội các Satō lần 3 - Cải tổ                                               | Đảng Dân chủ Tự do・Chúng Nghị viên                            | 5 tháng 7 năm 1971                                             |
| 32                                                                                    |                                                                                       | Nakasone Yasuhiro                                              | Nội các Tanaka Kakuei lần 1                                               | Đảng Dân chủ Tự do・Chúng Nghị viên                            | 7 tháng 7 năm 1972                                             |
| 33                                                                                    | Nội các Tanaka Kakuei lần 2 Nội các Tanaka Kakuei lần 2 - Cải tổ lần 1 - Cải tổ lần 2 | Nakasone Yasuhiro                                              | 22 tháng 12 năm 1972                                                      | Đảng Dân chủ Tự do・Chúng Nghị viên                            |                                                                |
| 34                                                                                    |                                                                                       | Kōmoto Toshio                                                  | Nội các Miki Nội các Miki - Cải tổ                                        | Đảng Dân chủ Tự do・Chúng Nghị viên                            | 9 tháng 12 năm 1974                                            |
| 35                                                                                    |                                                                                       | Tanaka Tatsuo                                                  | Nội các Fukuda Takeo                                                      | Đảng Dân chủ Tự do・Chúng Nghị viên                            | 24 tháng 12 năm 1976                                           |
| 36                                                                                    |                                                                                       | Kōmoto Toshio                                                  | Nội các Fukuda Takeo - Cải tổ                                             | Đảng Dân chủ Tự do・Chúng Nghị viên                            | 28 tháng 11 năm 1977                                           |
| 37                                                                                    |                                                                                       | Ezaki Masumi                                                   | Nội các Ōhira lần 1                                                       | Đảng Dân chủ Tự do・Chúng Nghị viên                            | 7 tháng 12 năm 1978                                            |
| 38                                                                                    |                                                                                       | Sasaki Yoshitake                                               | Nội các Ōhira lần 2                                                       | Đảng Dân chủ Tự do・Chúng Nghị viên                            | 9 tháng 11 năm 1979                                            |
| 39                                                                                    |                                                                                       | Tanaka Rokusuke                                                | Nội các Suzuki Zenkō                                                      | Đảng Dân chủ Tự do・Chúng Nghị viên                            | 17 tháng 7 năm 1980                                            |
| 40                                                                                    |                                                                                       | Abe Shintarō                                                   | Nội các Suzuki Zenkō - Cải tổ                                             | Đảng Dân chủ Tự do・Chúng Nghị viên                            | 30 tháng 11 năm 1981                                           |
| 41                                                                                    |                                                                                       | Yamanaka Sadanori                                              | Nội các Nakasone lần 1                                                    | Đảng Dân chủ Tự do・Chúng Nghị viên                            | 27 tháng 11 năm 1982                                           |
| 42                                                                                    |                                                                                       | Uno Sōsuke                                                     | Nội các Nakasone lần 1                                                    | Đảng Dân chủ Tự do・Chúng Nghị viên                            | 10 tháng 6 năm 1983                                            |
| 43                                                                                    |                                                                                       | Okonogi Hikosaburō                                             | Nội các Nakasone lần 2                                                    | Đảng Dân chủ Tự do・Chúng Nghị viên                            | 27 tháng 12 năm 1983                                           |
| 44                                                                                    |                                                                                       | Murata Keijirō                                                 | Nội các Nakasone lần 2 - Cải tổ lấn 1                                     | Đảng Dân chủ Tự do・Chúng Nghị viên                            | 1 tháng 11 năm 1984                                            |
| 45                                                                                    |                                                                                       | Watanabe Michio                                                | Nội các Nakasone lần 2 - Cải tổ lấn 2                                     | Đảng Dân chủ Tự do・Chúng Nghị viên                            | 28 tháng 12 năm 1985                                           |
| 46                                                                                    |                                                                                       | Tamura Hajime                                                  | Nội các Nakasone lần 3                                                    | Đảng Dân chủ Tự do・Chúng Nghị viên                            | 22 tháng 7 năm 1986                                            |
| 47                                                                                    | Nội các Takeshita                                                                     | Tamura Hajime                                                  | 6 tháng 11 năm 1987                                                       | Đảng Dân chủ Tự do・Chúng Nghị viên                            |                                                                |
| 48                                                                                    |                                                                                       | Mitsuzuka Hiroshi                                              | Nội các Takeshita - Cải tổ                                                | Đảng Dân chủ Tự do・Chúng Nghị viên                            | 27 tháng 12 năm 1988                                           |
| 49                                                                                    |                                                                                       | Kajiyama Seiroku                                               | Nội các Uno                                                               | Đảng Dân chủ Tự do・Chúng Nghị viên                            | 3 tháng 6 năm 1989                                             |
| 50                                                                                    |                                                                                       | Matsunaga Hikaru                                               | Nội các Kaifu lần 1                                                       | Đảng Dân chủ Tự do・Chúng Nghị viên                            | 10 tháng 8 năm 1989                                            |
| 51                                                                                    |                                                                                       | Mutō Kabun                                                     | Nội các Kaifu lần 2                                                       | Đảng Dân chủ Tự do・Chúng Nghị viên                            | 28 tháng 2 năm 1990                                            |
| 52                                                                                    |                                                                                       | Nakao Eiichi                                                   | Nội các Kaifu lần 2 - Cải tổ                                              | Đảng Dân chủ Tự do・Chúng Nghị viên                            | 29 tháng 12 năm 1990                                           |
| 53                                                                                    |                                                                                       | Watanabe Kōzō                                                  | Nội các Miyazawa                                                          | Đảng Dân chủ Tự do・Chúng Nghị viên                            | 5 tháng 11 năm 1991                                            |
| 54                                                                                    |                                                                                       | Mori Yoshirō                                                   | Nội các Miyazawa - Cải tổ                                                 | Đảng Dân chủ Tự do・Chúng Nghị viên                            | 12 tháng 12 năm 1992                                           |
| 55                                                                                    |                                                                                       | Kumagai Hiroshi                                                | Nội các Hosokawa                                                          | 9 tháng 8 năm 1993                                             | Đảng Đổi Mới・Chúng Nghị viên                                  |
| -                                                                                     |                                                                                       | Hata Tsutomu                                                   | Nội các Hata                                                              | 28 tháng 4 năm 1994                                            | Đảng Đổi Mới・Chúng Nghị viên                                  |
| 56                                                                                    |                                                                                       | Hata Eijirō                                                    | Nội các Hata                                                              | 28 tháng 4 năm 1994                                            | Đảng Đổi Mới・Chúng Nghị viên                                  |
| 57                                                                                    |                                                                                       | Hashimoto Ryūtarō                                              | Nội các Murayama Nội các Murayama - Cải tổ                                | 30 tháng 6 năm 1994                                            | Đảng Dân chủ Tự do・Chúng Nghị viên                            |
| 58                                                                                    |                                                                                       | Tsukahara Shunpei                                              | Nội các Hashimoto lần 1                                                   | 11 tháng 1 năm 1996                                            | Đảng Dân chủ Tự do・Chúng Nghị viên                            |
| 59                                                                                    |                                                                                       | Satō Shinji                                                    | Nội các Hashimoto lần 2                                                   | 7 tháng 11 năm 1996                                            | Đảng Dân chủ Tự do・Chúng Nghị viên                            |
| 60                                                                                    |                                                                                       | Horiuchi Mitsuo                                                | Nội các Hashimoto lần 2 - Cải tổ                                          | 11 tháng 9 năm 1997                                            | Đảng Dân chủ Tự do・Chúng Nghị viên                            |
| 61                                                                                    |                                                                                       | Yosano Kaoru                                                   | Nội các Obuchi Nội các Obuchi - Cải tổ lần 1                              | 30 tháng 7 năm 1998                                            | Đảng Dân chủ Tự do・Chúng Nghị viên                            |
| 62                                                                                    |                                                                                       | Fukaya Takashi                                                 | Nội các Obuchi - Cải tổ lần 2                                             | 5 tháng 10 năm 1999                                            | Đảng Dân chủ Tự do・Chúng Nghị viên                            |
| 63                                                                                    | Nội các Mori lần 1                                                                    | Fukaya Takashi                                                 | 5 tháng 4 năm 2000                                                        |                                                                | Đảng Dân chủ Tự do・Chúng Nghị viên                            |
| 64                                                                                    |                                                                                       | Hiranuma Takeo                                                 | Nội các Mori lần 2 - Cải tổ (trước khi tổ chức lại các bộ)                | 4 tháng 7 năm 2000                                             | Đảng Dân chủ Tự do・Chúng Nghị viên                            |
| Bộ trưởng Kinh tế, Thương mại và Công nghiệp（Bộ Kinh tế, Thương mại và Công nghiệp） |                                                                                       |                                                                |                                                                           |                                                                |                                                                |
| TT                                                                                    | Bộ trưởng                                                                             | Bộ trưởng                                                      | Nội các                                                                   | Nhiệm kỳ                                                       | Đảng                                                           |
| 1                                                                                     |                                                                                       | Hiranuma Takeo                                                 | Nội các Mori lần 2 - Cải tổ (sau khi tổ chức lại các bộ)                  | 6 tháng 1 năm 2001                                             | Đảng Dân chủ Tự do・Chúng Nghị viên                            |
| 2                                                                                     | Nội các Koizumi lần 1 Nội các Koizumi lần 1 - Cải tổ lần 1                            | Hiranuma Takeo                                                 | 26 tháng 4 năm 2001                                                       |                                                                | Đảng Dân chủ Tự do・Chúng Nghị viên                            |
| 3                                                                                     |                                                                                       | Nakagawa Shōichi                                               | Nội các Koizumi lần 1 - Cải tổ lần 2                                      | 22 tháng 9 năm 2003                                            | Đảng Dân chủ Tự do・Chúng Nghị viên                            |
| 4                                                                                     | Nội các Koizumi lần 2 - Cải tổ                                                        | Nakagawa Shōichi                                               | 19 tháng 11 năm 2003                                                      |                                                                | Đảng Dân chủ Tự do・Chúng Nghị viên                            |
| 5                                                                                     | Nội các Koizumi lần 3                                                                 | Nakagawa Shōichi                                               | 21 tháng 9 năm 2005                                                       |                                                                | Đảng Dân chủ Tự do・Chúng Nghị viên                            |
| 6                                                                                     |                                                                                       | Nikai Toshihiro                                                | Nội các Koizumi lần 3 - Cải tổ                                            | 31 tháng 10 năm 2005                                           | Đảng Dân chủ Tự do・Chúng Nghị viên                            |
| 7                                                                                     |                                                                                       | Amari Akira                                                    | Nội các Abe lần 1 Nội các Abe lần 1 - Cải tổ                              | 26 tháng 9 năm 2006                                            | Đảng Dân chủ Tự do・Chúng Nghị viên                            |
| 8                                                                                     | Nội các Fukuda Yasuo                                                                  | Amari Akira                                                    | 26 tháng 9 năm 2007                                                       |                                                                | Đảng Dân chủ Tự do・Chúng Nghị viên                            |
| 9                                                                                     |                                                                                       | Nikai Toshihiro                                                | Nội các Fukuda Yasuo - Cải tổ                                             | 2 tháng 8 năm 2008                                             | Đảng Dân chủ Tự do・Chúng Nghị viên                            |
| 10                                                                                    | Nội các Asō                                                                           | Nikai Toshihiro                                                | 24 tháng 9 năm 2008                                                       |                                                                | Đảng Dân chủ Tự do・Chúng Nghị viên                            |
| 11                                                                                    |                                                                                       | Naoshima Masayuki                                              | Nội các Hatoyama Yukio                                                    | 16 tháng 9 năm 2009                                            | Đảng Dân chủ・Tham Nghị viên                                   |
| 12                                                                                    | Nội các Kan                                                                           | Naoshima Masayuki                                              | 7 tháng 6 năm 2010                                                        |                                                                | Đảng Dân chủ・Tham Nghị viên                                   |
| 13                                                                                    |                                                                                       | Ōhata Akihiro                                                  | Nội các Kan - Cải tổ lần 1                                                | 17 tháng 9 năm 2010                                            | Đảng Dân chủ・Chúng Nghị viên                                  |
| 14                                                                                    |                                                                                       | Kaieda Banri                                                   | Nội các Kan - Cải tổ lần 2                                                | 14 tháng 1 năm 2011                                            | Đảng Dân chủ・Chúng Nghị viên                                  |
| 15                                                                                    |                                                                                       | Hachiro Yoshio                                                 | Nội các Noda                                                              | 2 tháng 9 năm 2011                                             | Đảng Dân chủ・Chúng Nghị viên                                  |
| -                                                                                     |                                                                                       | Fujimura Osamu                                                 | Nội các Noda                                                              | 11 tháng 9 năm 2011                                            | Đảng Dân chủ・Chúng Nghị viên                                  |
| 16                                                                                    |                                                                                       | Edano Yukio                                                    | Nội các Noda - Cải tổ lần 1 - Cải tổ lần 2 - Cải tổ lần 3                 | 12 tháng 9 năm 2011                                            | Đảng Dân chủ・Chúng Nghị viên                                  |
| 17                                                                                    |                                                                                       | Motegi Toshimitsu                                              | Nội các Abe lần 2                                                         | 26 tháng 12 năm 2012                                           | Đảng Dân chủ Tự do・Chúng Nghị viên                            |
| 18                                                                                    |                                                                                       | Obuchi Yūko                                                    | Nội các Abe lần 2 - Cải tổ                                                | 3 tháng 9 năm 2014                                             | Đảng Dân chủ Tự do・Chúng Nghị viên                            |
| -                                                                                     |                                                                                       | Takaichi Sanae                                                 | Nội các Abe lần 2 - Cải tổ                                                | 20 tháng 10 năm 2014                                           | Đảng Dân chủ Tự do・Chúng Nghị viên                            |
| 19                                                                                    |                                                                                       | Miyazawa Yōichi                                                | Nội các Abe lần 2 - Cải tổ                                                | 21 tháng 10 năm 2014                                           | Đảng Dân chủ Tự do・Tham Nghị viên                             |
| 20                                                                                    | Nội các Abe lần 3                                                                     | Miyazawa Yōichi                                                | 24 tháng 12 năm 2014                                                      |                                                                | Đảng Dân chủ Tự do・Tham Nghị viên                             |
| 21                                                                                    |                                                                                       | Hayashi Motoo                                                  | Nội các Abe lần 3 Cải tổ lần 1                                            | 7 tháng 10 năm 2015                                            | Đảng Dân chủ Tự do・Chúng Nghị viên                            |
| 22                                                                                    |                                                                                       | Sekō Hiroshige                                                 | Nội các Abe lần 3 - Cải tổ lần 2 - Cải tổ lần 3                           | 3 tháng 8 năm 2016                                             | Đảng Dân chủ Tự do・Tham Nghị viên                             |
| 23                                                                                    | Nội các Abe lần 4 - Cải tổ lần 1                                                      | Sekō Hiroshige                                                 | 1 tháng 11 năm 2017                                                       |                                                                | Đảng Dân chủ Tự do・Tham Nghị viên                             |
| 24                                                                                    |                                                                                       | Sugawarai Isshū                                                | Nội các Abe lần 4 - Cải tổ lần 2                                          | 11 tháng 9 năm 2019                                            | Đảng Dân chủ Tự do・Chúng Nghị viên                            |
| 25                                                                                    |                                                                                       | Kajiyama Hiroshi                                               | Nội các Abe lần 4 - Cải tổ lần 2                                          | 25 tháng 10 năm 2019                                           | Đảng Dân chủ Tự do・Chúng Nghị viên                            |
| 26                                                                                    | Nội các Suga                                                                          | Kajiyama Hiroshi                                               | 16 tháng 9 năm 2020                                                       |                                                                | Đảng Dân chủ Tự do・Chúng Nghị viên                            |
| 27                                                                                    |                                                                                       | Hagiuda Kōichi                                                 | Nội các Kishida lần 1                                                     | 4 tháng 10 năm 2021                                            | Đảng Dân chủ Tự do・Chúng Nghị viên                            |
| 28                                                                                    | Nội các Kishida lần 2                                                                 | Hagiuda Kōichi                                                 | 10 tháng 11 năm 2021                                                      |                                                                | Đảng Dân chủ Tự do・Chúng Nghị viên                            |
| 29                                                                                    |                                                                                       | Nishimura Yasutoshi                                            | Nội các Kishida lần 2 - Cải tổ lần 1 - Cải tổ lần 2                       | 10 tháng 8 năm 2022                                            | Đảng Dân chủ Tự do・Chúng Nghị viên                            |
| 30                                                                                    |                                                                                       | Saitō Ken                                                      | Nội các Kishida lần 2 - Cải tổ lần 2                                      | 14 tháng 12 năm 2023                                           | Đảng Dân chủ Tự do・Chúng Nghị viên                            |
| 31                                                                                    |                                                                                       | Mutō Yōji                                                      | Nội các Ishiba lần 1                                                      | 1 tháng 10 năm 2024                                            | Đảng Dân chủ Tự do・Chúng Nghị viên                            |
| 32                                                                                    | Nội các Ishiba lần 2                                                                  | Mutō Yōji                                                      | 11 tháng 11 năm 2024                                                      |                                                                | Đảng Dân chủ Tự do・Chúng Nghị viên                            |